# Vladislav Martsjenkov
Vladislav Martsjenkov (Velikieje Loeki, 29 oktober 1996) is een Russisch skeletonracer.

## Carrière
Martsjenkov maakte zijn wereldbekerdebuut in het seizoen 2017/18 waar hij als junior 15e werd. Het seizoen erop was hij eveneens als junior opnieuw actief in de wereldbeker nu eindigde hij als 17e.
Hij nam in 2019 deel aan het wereldkampioenschap waar hij 24e werd.
In 2018 nam hij deel aan de Olympische Winterspelen waar hij 15e werd.

## Resultaten

### Olympische Spelen
| Jaar | Plaats      | Resultaat |
| ---- | ----------- | --------- |
| 2018 | Pyeongchang | 15e       |

### Wereldkampioenschappen
| Jaar | Plaats   | Resultaat       |
| ---- | -------- | --------------- |
| 2019 | Whistler | 24e Individueel |

### Wereldbeker
Eindklasseringen
| Seizoen   | Rang |
| --------- | ---- |
| 2017/2018 | 15e  |
| 2018/2019 | 17e  |